# POG (jogo)
POGs são brinquedos colecionáveis de formato circular, feitos de papel de alta gramatura e decorados com estampas variadas. Eles ganharam popularidade como parte de um jogo que se tornou um fenômeno entre crianças e adolescentes na década de 1990, primeiro nos Estados Unidos e, em seguida, em várias partes do mundo.
Embora muitas empresas tenham utilizado o nome POG para rotular produtos semelhantes, desde 1994 esse nome é uma marca registrada da POG Unlimited, que é a controladora da World POG Federation, responsável pela distribuição global dos POGs.
Segundo um documento público disponibilizado pela World POG Federation, entre 1994 e 1998 foram vendidos mais de 10 bilhões de POGs no mundo, com o produto sendo distribuído em pelo menos 30 países.
Os POGs são derivados das tampas de garrafas de leite que eram comuns no início do século XX, popularmente conhecidas como Milk Caps ou Milk Covers.

## História

### 1970: Os primeiros Milk Caps com o nome POG
Antes do surgimento dos POGs oficiais da World POG Federation, tampas de leite (Milk Caps) estampadas com o nome POG circularam no Havaí em meados da década de 1970. Essas tampas foram introduzidas como brindes promocionais para divulgar o novo suco da empresa Haleakala Dairy, o suco de frutas POG, cujo nome é um acrônimo de maracujá, laranja e goiaba (passion fruit, orange e guava).
A ideia de usar as tampas como material promocional veio de Charlie Nalepa, responsável pela campanha de marketing. Ele buscou resgatar a nostalgia de um passatempo que foi popular entre crianças e jovens havaianos entre as décadas de 1920 e 1950: o jogo com tampas de garrafas de leite, conhecido como "Milk Cap Game" ou "Milk Cover Game". Nalepa acreditava que essa conexão nostálgica, associada ao jogo, ajudaria a gerar interesse no novo produto.

### 1991: Popularização de POG como um nome genérico

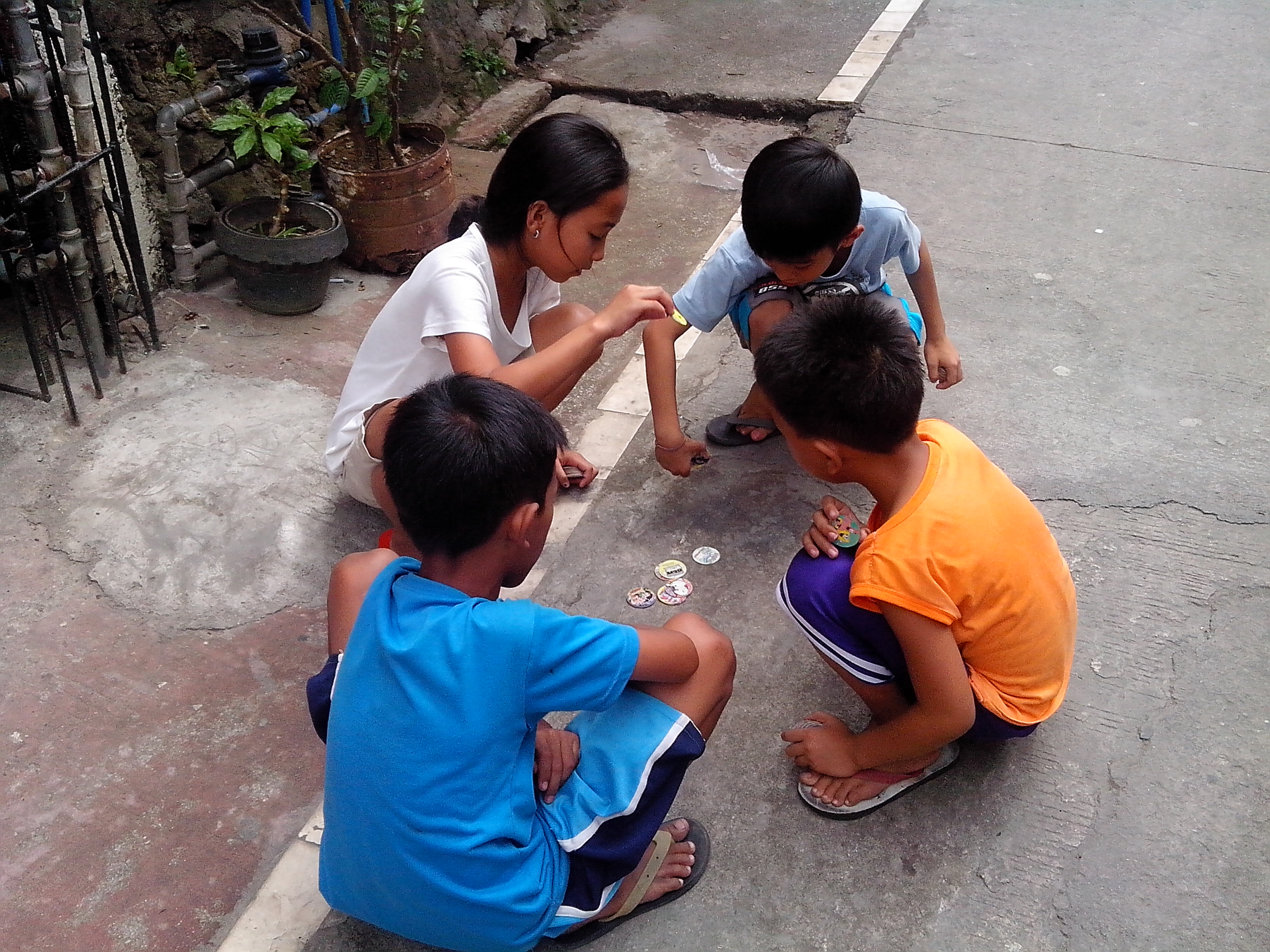
Crianças jogando o jogo que foi chamado de "Milk Cap Cover Game" no Havaí nos anos 90

Somente em 1991 o antigo jogo voltou a se tornar um fenômeno entre as crianças do Havaí, fato atribuído a Blossom Galbson, professora da Escola Elementar Waialua, que o apresentou a seus alunos. Na época, a Haleakala Dairy era a principal fonte dos disquinhos nas ilhas, e, como eles tinham o nome POG impresso, rapidamente ficaram conhecidos como "POG", e o jogo passou a ser chamado de "POG game". A imprensa norte-americana, ao reportar o fenômeno havaiano para o restante do país, frequentemente se referia a ele como "POG Mania".
A atribuição genérica do nome do suco ao jogo fez com que a Haleakala Dairy precisasse intervir em alguns casos em que sua marca registrada estava sendo usada para promover outros produtos, como quando solicitou a mudança do título de um livro sobre Milk Caps que seria lançado como Pogular Science.
No auge do sucesso dos disquinhos no Havaí, a Haleakala Dairy divulgava o jogo como "Milk Cap Cover Game". Em resumo, a Haleakala Dairy nunca distribuiu POGs, apenas Milk Caps.

### 1993: Fundação daPOG Unlimited eWorld POG Federation

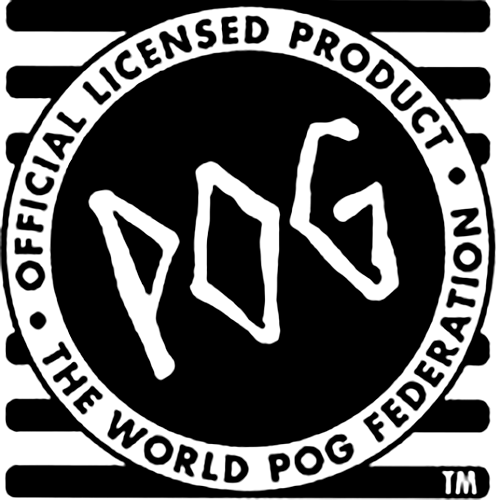
Primeiro logotipo da World POG Federation

O sucesso da brincadeira, que rapidamente ultrapassou as fronteiras havaianas e se espalhou por outras regiões dos Estados Unidos, chamou a atenção de Alan Rypinski, um investidor de Costa Mesa, na Califórnia, que enxergou grande potencial comercial nos disquinhos. Em 1º de setembro de 1993, Alan firmou um acordo com a Haleakala Dairy, proprietária do nome POG, e com a Orchards Hawaii, que na época distribuía o suco POG. Desse acordo foi fundada a POG Unlimited e sua subsidiária, a World POG Federation, responsável por distribuir os autênticos POGs.

### 1994: Distribuição mundial e disputa pelo nome POG
A primeira coleção oficial de POGs foi lançada em 1994. No entanto, desde 1993, outras empresas já distribuíam disquinhos nos Estados Unidos, e esses também eram comumente chamados de POGs, refletindo a popularização do nome no Havaí.
Com a alta demanda e a proliferação de produtos semelhantes usando o nome POG indevidamente, a Federação tomou medidas para proteger o uso exclusivo da marca registrada. Além de enviar notificações extrajudiciais a varejistas que usavam o nome de forma genérica, a Federação entrou com uma ação judicial para impedir outras empresas de utilizarem o nome POG.
Uma das concorrentes, a Universal Pogs Association, contestou essa reivindicação com uma ação reconvencional, argumentando que o nome POG já vinha sendo usado por diversas empresas antes do surgimento da World POG Federation, e que o nome POG era genérico, dado pelas próprias crianças. A World POG Federation defendeu sua posição com base na aquisição comercial do nome POG, alegando que o termo genérico para o produto era "Milk Cap".
Em agosto de 1994, uma decisão judicial preliminar determinou que outras empresas não poderiam mais utilizar o nome POG até a conclusão do processo. A disputa judicial foi encerrada em 8 de novembro de 1994, por meio de um acordo entre as partes. A World POG Federation obteve os direitos exclusivos sobre o nome POG, enquanto a Universal Pogs Association mudou seu nome para Universal Slammers Ink.
Ainda em 1994, a World POG Federation iniciou a distribuição mundial dos POGs, licenciando o uso da marca para várias empresas internacionais. Não é possível listar todos os países onde os POGs foram distribuídos, mas em 1994 eles chegaram ao Canadá pela Canada Games; em 1995, ao Reino Unido pela Waddington, à França pela Avimage, e à Austrália pela Crown & Andrews. No Brasil, em 1997, POGs e Caps de marcas como Disney e Power Rangers foram publicados pela Panini, a Editora Escala criou POGs da Turma do Gabi, série de quadrinhos infantis de Moacir Torres.

### 1995: Encerramento da World POG Federation
Em 1995, após uma crise financeira causada pela saturação do mercado, a World POG Federation mudou sua sede de Costa Mesa para Irvine e reduziu em 75% seu quadro de funcionários. Antes do final do ano, o controle acionário da empresa foi transferido para a Pacific Capital Group, de Beverly Hills.  A World POG Federation foi relançada no mercado em 1997 como WPF Inc., mas já não distribuía mais POGs, focando em outros tipos de brinquedos.

### 2005: Global POG Association e o licenciamento da Funrise
Uma década após a era de ouro dos POGs, a Funrise Toy Corp. adquiriu a licença da Pacific Capital Group Inc. para reintroduzir os colecionáveis no mercado, lançando-os sob o selo Global POG Association. Em 2005, antes de retomar a distribuição, a empresa realizou um experimento exclusivo no Havaí para testar sua popularidade. O anúncio oficial do retorno ocorreu na Escola Elementar Waialua, onde Blossom Galbson havia apresentado o jogo aos seus alunos na década de 1990.
Durante o período de distribuição, a Funrise criou um site exclusivo para divulgar informações sobre o produto, que incluía uma série de jogos online de POGs, e promoveu torneios nos Estados Unidos e Canadá em abril de 2006.
Os POGs permaneceram disponíveis no catálogo da Funrise até pelo menos o final de 2007.

### 2018: Tentativa de reativar a marca
Em 2018, a britânica Compton Technology criou um crowdfunding para lançar o aplicativo POGs AR, que tinha como objetivo servir como uma plataforma para disputas online, além de ser um acervo digital das coleções antigas. O projeto foi descontinuado por não atingir a meta estipulada.

### 2020-2022: Retorno da World POG Federation e a POG Digital
Em 2020, o francês Julien Savino comprou parte da POG Unlimited, com isso reativou a World POG Federation e passou a distribuir os colecionáveis novamente no mercado.
Em 2022 a POG Unlimited criou uma nova ramificação, a POG Digital, através da qual introduziu os POGs no mundo virtual, criando versões em NFT chamadas POGARTs, posteriormente renomeadas para POG Coins. Além disso, foi lançada uma plataforma Web3 chamada World Pogger Federation, também conhecida como POG Capital, onde é possível colecionar, negociar e investir usando esses NFTs.
O site POG Digital também trouxe uma série de modalidades de jogos virtuais, disponibilizados no POG Hub.

## Regras do POG Game
Segundo o guia de regras disponibilizado pela World POG Federation na década de 1990, o jogo é jogado da seguinte forma:
1. Decida quem jogará primeiro e se o jogo será "para valer".
2. Cada jogador coloca o mesmo número de POGs em uma pilha vertical, todos com a face ilustrada voltada para cima.
3. Segure o Kini (POG mais espesso) entre os dedos.
4. Arremesse o Kini contra a pilha de POGs.
5. Todos os POGs que virarem com a face ilustrada para baixo serão do jogador que arremessou o Kini.
6. Os POGs que não virarem devem ser recolocados na pilha.
7. Os jogadores se revezam até que todos os POGs tenham sido virados. O jogador que virar mais POGs é o vencedor.

## Evolução do POG

### Evolução física

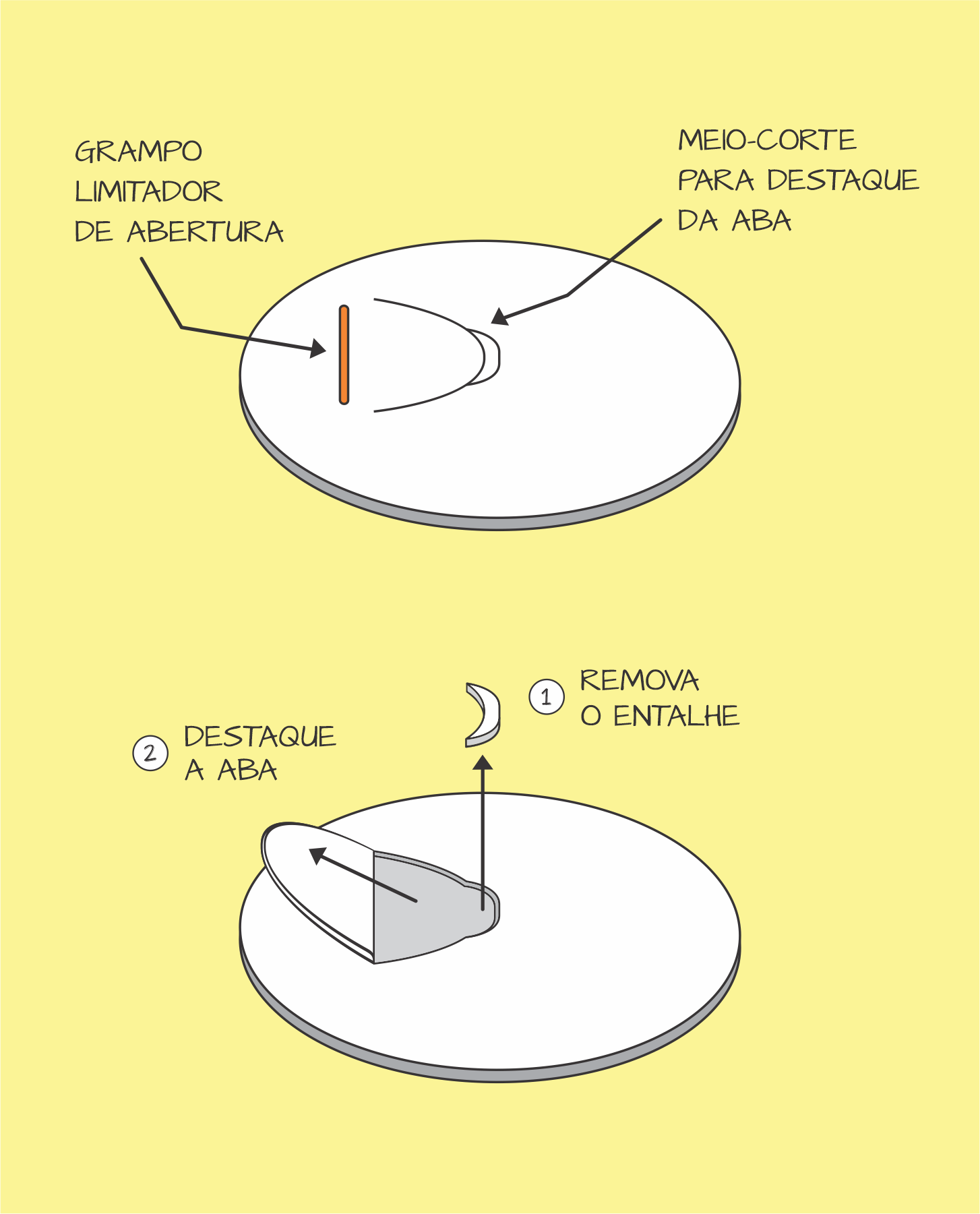
Representação de um Milk Cap genuíno. Modelo "Perfection Pull Cap".

Os Milk Caps lançados pela Haleakala Dairy com a marca POG impressa (que, tecnicamente, não eram POGs) foram produzidos no Canadá pela Stampac Inc. Todos apresentavam limitações de impressão, com a estampa frontal em apenas duas cores, e o verso sem nenhuma impressão. As imagens sempre faziam referência ao suco, usando o logotipo ou o mascote na frente.
As versões da década de 1970 não possuíam as características de um Milk Cap genuíno, como o meio corte que, ao ser destacado, criava uma aba auxiliar para facilitar a abertura da tampa, nem o grampo que reforçava essa aba. Como os Milk Caps da Haleakala Dairy eram apenas itens promocionais, esses detalhes funcionais não foram incluídos. Na década de 1990, a empresa reintroduziu essas características nos Milk Caps, mas apenas por apelo nostálgico, já que os discos não tinham mais a função prática de vedar recipientes.
Os primeiros POGs legítimos da World POG Federation também apresentavam características de um Milk Cap genuíno, mas, ao contrário dos Milk Caps da Haleakala Dairy, tinham estampas frontais mais variadas e o verso impresso com o logotipo da Federação. Em suas primeiras versões, os POGs não tinham numeração no verso.
Com o tempo, os POGs evoluíram de um simples componente de jogo para um item colecionável. As estampas deixaram de ser limitadas a duas cores, o verso passou a incluir numeração, e algumas edições apresentavam acabamentos metalizados.

### Campeonatos nacionais e acessórios
Desde que foram lançados no mercado em 1994, os POGs, assim como seus similares, sempre tiveram a finalidade de serem usados como peças do tradicional jogo havaiano. No entanto, a World POG Federation elevou a popularidade do jogo nos Estados Unidos ao promover torneios nacionais na década de 1990, com etapas classificatórias regionais.
A Federação também lançou acessórios adicionais que potencializaram tanto o jogo quanto o colecionismo. Para o jogo, foram introduzidos os Kinis, que são POGs mais espessos usados como batedores, além de tapetes que serviam como arena para os duelos. Para o colecionismo, a Federação lançou folhas e cápsulas para armazenar os POGs.

### Brinquedos
Ainda na primeira metade da década de 1990, a Milton Bradley Company, em parceria com a World POG Federation, lançou jogos de tabuleiro nos quais os POGs eram utilizados como peças, como em POG Surf 'n Toss e Donkey Kong Country POG Pitchin' Game. Dessa parceria também surgiu POG The Game, um kit completo para realizar campeonatos caseiros do jogo tradicional. A Federação também lançou o Milkcap Maker, um brinquedo que permitia criar discos personalizados.

### Evolução digital
Em 2022, o POG ganhou uma versão digital colecionável em NFTs, as POG Coins.

## Mascotes POG
O mascote oficial do POG é o POGMAN, frequentemente presente nos produtos oficiais da World POG Federation. De acordo com o site francês Le Pont Pop, o criador do mascote é o artista estadunidense Mitchell Lee Schauer.
Por outro lado, o personagem que apareceu nos Milk Caps distribuídos como brindes do suco POG é o POGlodyte, que não tem ligação com o jogo em si. Embora sua origem não seja documentada com precisão, o jornal The Maui News, do Havaí, relatou que Charlie Nalepa, responsável pela campanha de marketing do suco POG, consultou um designer da Walt Disney para sua criação.

POGMAN
POGlodyt